# Dianella odorata
Dianella odorata är en grästrädsväxtart som beskrevs av Carl Ludwig von Blume. Dianella odorata ingår i släktet Dianella och familjen grästrädsväxter. Inga underarter finns listade i Catalogue of Life.